# Don (tytulatura)
Don – tytuł grzecznościowy używany w Hiszpanii, Włoszech oraz Portugalii (dom), tylko w połączeniu z imieniem. W średniowieczu używali go członkowie rodziny królewskiej oraz książęta, z czasem rozszerzony na szlachtę i duchowieństwo. Od lat 20. XX wieku jest używany także przez głowy włoskich rodzin mafijnych (zobacz Don (mafia)). Tytuł ten przyjmuje formę żeńską, w języku hiszpańskim doña, włoskim donna i portugalskim dona.
- Don Camillo
- Don Carlos
- Don Giovanni
- Don Juan
- Don Kichot
- Don Chezina(inne języki)